# OPEC

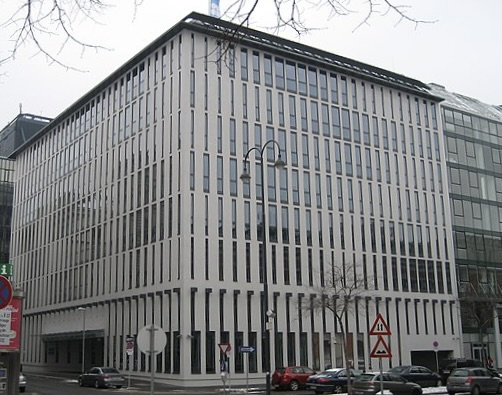
Az OPEC központja Bécsben

A Kőolaj-exportáló Országok Szervezete (OPEC, angolul Organization of the Petroleum Exporting Countries) nemzetközi szervezet, melynek elsődleges célja a tagországok kőolaj-kitermeléssel kapcsolatos politikájának koordinálása.
Tagországok 2024-ben: Algéria, Egyenlítői-Guinea, Egyesült Arab Emírségek, Gabon, Irán, Irak, Kongói Köztársaság, Kuvait, Líbia, Nigéria, Szaúd-Arábia, Venezuela.
A szervezetet 1960-ban alapították. 1965 óta Bécsben van a székhelye. Döntéshozó szerve a tagországok kormányainak képviselőiből álló, évente kétszer ülésező Konferencia.

## Története
Az OPEC tagállamai között főként arab világbeli és fejlődő országok találhatók. Létrehozásának célja az volt, hogy tagjai, akik a világtermelés mintegy 40%-át adják, hatékonyabban állhassanak ellen az olajpiacokat akkoriban uraló, az árak csökkentésére törekvő (főleg amerikai, brit és holland) világcégek nyomásának. Kezdetben a harmadik világ olajkészletének értékesítésével megbízott, informális lobbicsoportként működött, és tevékenysége arra irányult, hogy a nyugati világcégek hatalmas bevételeiből nagyobb szeletet próbáljon meg kihasítani azáltal, hogy tagjai árkartellbe tömörülnek, illetve igyekezett ellenőrzést gyakorolni a kitermelt mennyiségek felett. Az 1970-es években viszont már kezdte megmutatni az erejét.

### Az 1973-as olajembargó
Az arab-izraeli konfliktus állandósulása erősítette fel azt a folyamatot, aminek eredményeként az OPEC egyszerű kartellből komoly politikai tényezővé lépett elő. A hatnapos háború után, 1967-ben a szervezet arab tagállamai külön – átfedésekkel – megalapították Olajexportáló Arab Országok Szövetségét (OAPEC), hogy egységes nyomást tudjanak gyakorolni az Izraelt támogató nyugati országokra. Bár nem jelentős olajexportőrök, az OPEC-hez Egyiptom és Szíria is csatlakozott. Az 1973-as jom kippuri háború felélénkítette a szervezet tevékenységét. Véleményük szerint azért tudott Izrael ellenállni Szíria és Egyiptom támadásának, mert a nyugat segélyeket nyújtott neki. Az OAPEC országai ezért 1973-ban olajembargót vezettek be az Egyesült Államok, Nyugat-Európa és Japán ellen.
A háború azonban csak meggyorsította az amúgy is erősödő folyamatokat. Tarthatatlan volt, hogy a nyugat olajfelhasználása évente 5%-kal növekedjen, míg ők közben továbbra is alacsony árat fizessenek a nyersolajért, és közben az inflációval vagy azt meghaladó mértékben emelkedő árakon adjak el termékeket a harmadik világ fejlődő országainak. Még az iráni Sah, aki Amerika legfőbb szövetségesének számított a térségben, is kirohant a szerintük igazságtalan állapotok miatt: 1973-ban a New York Timesnak nyilatkozva azt mondta: „Persze, hogy emelkedni fog az olaj ára, de még hogy! Önök [a nyugatiak] felemelték a búza árát, amit eladnak nekünk 300%-kal drágábban, ugyanezt tették a cukorral és a cementtel is... A tőlünk olcsón vásárolt nyersolajból készült termékeket százszor annyiért adják el nekünk... Akkor az úgy igazságos, ha mostantól mi is megemeljük a nyersolaj árát. Mondjuk a tízszeresére.”
Az apadó készletek miatt egy részük kénytelen visszafogni a kitermelést, egy részük, mint például Nigéria, a fokozódó szegénységre hivatkozva a kitermelés növelésével próbál meg nagyobb profithoz jutni. Az 1970-es években az OPEC ármeghatározó szerepet töltött be a világpiacon, és a világ kőolajexportjának 80–90%-át adták a tagországok. Amikor viszont egyre több nyugati ország (például Norvégia, Nagy-Britannia és az USA) kezdte meg – az OPEC-től való függetlenedés érdekében – a saját kitermelését és jelent meg a világpiacon a kőolajával,[vitatott] ezzel jelentősen gyengítette az OPEC ármeghatározó szerepét. Az OPEC részesedése azóta kb. 58%-ra csökkent, mely 1995-től folyamatosan csökkenő tendenciát mutat.

Az OPEC zászlaja

## Működése
Az OPEC tagállamai birtokolják a Föld olajtartalékainak mintegy kétharmadát, és ők adják a világtermelés 40%-át és az export felét.
Az OPEC működésének köszönhetően a tagországok kétségkívül jelentősen több bevételre tesznek szert az olajból, mint korábban. Az amerikai szövetségi Energia Információs Hivatal szerint az OPEC országok 2004-ben 338 milliárd dollárért adtak el olajat, ami 42%-os emelkedés 2003-hoz képest. Még szembetűnőbb az emelkedés az olajválság előtti, 1972-es 23 milliárdos, és az 1974-es, az embargó utáni 140 milliárdos éves bevétel között (Danile Yergin: The Prize, 1991).

## Tagországok
| ország                                               | tagság kezdete                                       | olajtermelés (2023) [hordó / nap] |
| ---------------------------------------------------- | ---------------------------------------------------- | --------------------------------- |
| Algéria                                              | 1969                                                 | 1 183 096                         |
| Egyenlítői-Guinea                                    | 2017                                                 | 88 126                            |
| Egyesült Arab Emírségek                              | 1967                                                 | 3 393 506                         |
| Gabon                                                | 1975–1995; 2016                                      | 204 273                           |
| Irán                                                 | 1960                                                 | 3 623 455                         |
| Irak                                                 | 1960                                                 | 4 341 410                         |
| Kongói Köztársaság                                   | 2018                                                 | 261 986                           |
| Kuvait                                               | 1960                                                 | 2 709 958                         |
| Líbia                                                | 1962                                                 | 1 225 430                         |
| Nigéria                                              | 1971                                                 | 1 441 674                         |
| Szaúd-Arábia                                         | 1960                                                 | 9 733 479                         |
| Venezuela                                            | 1960                                                 | 750 506                           |
| Összesen:                                            | Összesen:                                            | 28 956 899                        |
| A világ összes olajtermelése:                        | A világ összes olajtermelése:                        | 81 803 545                        |
| Az OPEC részesedése a világ összes olajtermeléséből: | Az OPEC részesedése a világ összes olajtermeléséből: | 35,4%                             |

### Korábbi tagok

Az OPEC tagországai jelenleg (Angola már nem tag)

| ország    | tagság kezdete     | tagság vége          | olajtermelés (2023) [hordó / nap] |
| --------- | ------------------ | -------------------- | --------------------------------- |
| Angola    | 2007               | 2023                 | 1 144 402                         |
| Ecuador   | 1973; 2007         | 1992; 2020           | 475 274                           |
| Indonézia | 1962; 2016. január | 2008; 2016. november | 608 299                           |
| Katar     | 1961               | 2019                 | 1 322 000                         |

## Olajtermelő országok a Szervezeten kívül
- Európában: Norvégia, Oroszország, Egyesült Királyság
- Észak-Amerikában: Egyesült Államok, Kanada, Mexikó
- Ázsiában: Brunei, Omán, Jemen, Kazahsztán, Azerbajdzsán
- Dél-Amerikában: Brazília
- Óceániában: Kelet-Timor, Ausztrália